# 名古屋市立笠寺小学校
名古屋市立笠寺小学校（なごやしりつ かさでらしょうがっこう）は、愛知県名古屋市南区本星崎町にある公立小学校。

## 概要
- 阿原町の一部、石元町1-3丁目、石元町4丁目の一部、粕畠町、柵下町、塩屋町5丁目の一部、塩屋町6丁目、立脇町、千竈通6丁目の一部、千竈通7丁目、寺部通、道全町、鳥山町、星崎町字阿原の一部、星崎町字殿海道、星園町、 星宮町、本地通、本城町、前浜通2-7丁目、松池町2・3丁目、松城町、本星崎町、元塩町6丁目などが通学区域であり、公立中学校の進学先は名古屋市立本城中学校である[1]。
- 校地は星崎城址の一部である。

## 沿革
笠寺小学校の創立は1907年（明治40年）である。これは愛知郡笠寺村の4つの学校（鳴尾尋常小学校、源柴尋常小学校、笠寺尋常小学校、星崎尋常小学校）を統合し、新たに笠寺尋常小学校が開校した年である。ここではそれ以前についても記述する。
- 1872年（明治5年）10月5日 - 北柴田村に隆訓学校が開校する。
- 1873年（明治6年）
  - 10月1日 - 南野村に星崎義校が開校する。
  - 11月10日 - 隆訓学校が第2中学区第21番小学隆訓学校に改称する。
  - 11月28日 - 星崎義校が第2中学区第20番小学星崎学校に改称する。
- 1876年（明治9年） -
  - 隆訓学校が白水学校に改称する。
  - 笠寺村に松風学校が開校する。
  - 牛毛荒井村、北柴田村、柴田屋新田、鳴海伝馬新田、源兵衛新田、丹後江新田、神徳新田の一部が合併し、鳴尾村となる
- 1878年（明治11年） - 本地村に本地学校、鳴尾村に鳴尾学校が開校する。
- 1878年（明治11年）12月20日 - 
  - 南野村、大江新田、繰出新田、八左衛門新田が合併し、星崎村となる。
  - 本地村、水袋新田、宝生新田、豊宝新田が合併し、本星崎村となる。
  - 笠寺村、加福新田、又兵衛新田、又兵衛新々田が合併し、前浜村となる。
- 1887年（明治20年）4月 -
  - 松風学校と本地学校が合併し、尋常小学前浜学校となる。
  - 星崎学校、白水学校、鳴尾学校が合併し、尋常小学鳴尾学校となる。
- 1889年（明治22年）10月1日 -
  - 前浜村が改称し、笠寺村が発足。
  - 星崎村と本星崎村が合併し、星崎村が発足。
  - 町村制施行により鳴尾村が発足。
- 1892年（明治25年）11月 -
  - 尋常小学前浜学校が笠寺尋常小学校に改称する。校区は笠寺村。
  - 尋常小学前浜学校から星崎尋常小学校が分離する。校区は星崎村。
  - 尋常小学鳴尾学校が鳴尾尋常小学校に改称する。校区は鳴尾村の一部（荒井、牛毛、伝馬など）。
  - 尋常小学鳴尾学校から源柴尋常小学校が分離する。校区は鳴尾村の一部（源兵衛、柴田など）。
- 1906年（明治39年）5月10日 - 笠寺村、星崎村、鳴尾村が合併し、笠寺村となる。
- 1907年（明治40年）1月1日 - 笠寺尋常小学校、星崎尋常小学校、鳴尾尋常小学校、源柴尋常小学校を統合し、笠寺尋常小学校となる。
- 1909年（明治42年）11月 - 新校舎が完成する。
- 1917年（大正6年）4月1日 - 高等科を設置し、笠寺尋常高等小学校に改称する。
- 1921年（大正10年）8月22日 - 笠寺村が名古屋市に編入され、名古屋市南区の一部となる。
- 1924年（大正13年）4月1日 - 鳴尾分教場を設置する。
- 1926年（大正15年）7月1日 - 青年訓練所を設置する。
- 1928年（昭和3年）3月 - 現在地の校舎が完成し、移転する。
- 1932年（昭和7年）1月 - 火災により校舎の一部を焼失する。
- 1935年（昭和10年）10月1日 - 青年学校を設置する。
- 1936年（昭和11年） - 校舎を増築する。
- 1938年（昭和13年）7月4日 - 鳴尾分教場が白水尋常小学校として独立する。
- 1941年（昭和16年）4月1日 - 笠寺国民学校に改称する。
- 1944年（昭和19年）
  - 4月1日 - 又兵ヱ分教場を設置する。
  - 8月 - 北設楽郡本郷町に学童疎開する。
- 1945年（昭和20年）
  - 4月1日 - 初等科を閉鎖する。
  - 5月1日 - 初等科の閉鎖を解除する。残留児童のための分教場を設置する。
  - 5月17日 - 空襲により校舎の大半を焼失する。
- 1947年（昭和22年）
  - 3月15日 - 焼失した校舎を再建する。
  - 4月1日 - 名古屋市立笠寺小学校に改称する。
- 1948年（昭和23年）4月1日 - 又兵ヱ分教場が名古屋市立大生小学校として独立する。
- 1949年（昭和24年）7月 - 校舎を増築する。
- 1962年（昭和37年）3月 - 校舎を増築する。
- 1965年（昭和40年）4月1日 - 星崎に分校を設置する。
- 1967年（昭和42年）4月1日 - 星崎の分校が名古屋市立星崎小学校として独立する。
- 1969年（昭和44年）3月 - 新校舎（鉄筋コンクリート造）が完成する。
- 1971年（昭和46年）3月 - 校舎を増築する。
- 1974年（昭和49年）4月1日 - 芝町に分校を設置する。
- 1976年（昭和51年）4月1日 - 芝町の分校が名古屋市立笠東小学校として独立する。
- 1980年（昭和55年）3月 - 校舎を増築する。
- 1981年（昭和56年）3月 - 体育館が完成する。

## 交通アクセス
- 名鉄名古屋本線本星崎駅下車、徒歩約8分。